# Гудима Іпатій Олександрович
Гудима Іпатій Олександрович (нар. 1887 — пом. 23 січня 1975) — український лікар, заслужений лікар УРСР, учасник Другої світової війни.

## Біографія
Іпатій Олександрович народився 1887 року. Проживав у місті Умань Черкаської області з 1930 року.
Був першим головним лікарем Уманської дитячої лікарні (1960—1962). Працював головним лікарем міської лікарні, викладачем медичного училища, завідувачем міського відділу охорони здоров'я.
Брав активну участь у громадському житті громади, був депутатом Уманської міської ради.
За ініціативи Іпатія Гудими було перебудовано приміщення міської лікарні, розширено її матеріально-технічну базу.
Помер 23 січня 1975 року, похований у м. Умань.

## Відзнаки
- Почесний громадянин м. Умань (1967)[2],
- Заслужений лікар УРСР[2].

## Публікації
- Нарис про розвиток медицини і охорони здоров'я на Уманщині в період 1913—1957 рр. (1967)[3].